# Pohár SKFS 2016/2017
AGRO CS Pohár SKFS 2016/17 byl krajský fotbalový pohár hraný na území středočeského kraje, který se hrál v období od srpna 2016 do června 2017. Vítězem se stal klub FK Komárov, čímž se kvalifikoval do předkola MOL Cupu 2017/18.

## Formát soutěže
Pohár SKFS se hraje vyřazovacím systémem na jeden zápas, kromě finále které se hraje na dva zápasy doma-venku. Pokud zápas skončí remízou, následuje penaltový rozstřel.

## Přihlášené týmy
Pro účastníky Přeboru Středočeského kraje a I.A třídy Středočeského kraje byla účast v krajském poháru povinná. Přihlásit se také mohlo kterékoliv mužstvo z I.B třídy Středočeského kraje a vítězové okresních fotbalových pohárů.
Zdroje: 
| Přebor Středočeského kraje | I.A třída Středočeského kraje | I.B třída Středočeského kraje | Okresní přebor                                                  |
| --- | --- | --- | --------------------------------------------------------------- |
| - Sokol Nové Strašecí - SK Posázavan Poříčí nad Sázavou - FK Čechie Vykáň - Český lev-Union Beroun - SK Rakovník - Mnichovohradišťský SK - SK Rejšice - AFK Sokol Semice - TJ Jíloviště - SK Lhota - AFK Tuchlovice - FK Brandýs nad Labem - FK Zbuzany 1953 - SK Poříčany - SK Slaný - SK Hvozdnice | - Sokol Vraný - FK Kavalier Sázava - Všenorský SK - SK Černolice - SK Votice - TJ Kovohutě Podlesí - SK Spartak Příbram - FK Mníšek pod Brdy - Sokol Nespeky - SK Hostomice pod Brdy - SK Slavia Jesenice - FK Kunice - FC 05 Zavidov - FC Horky nad Jizerou - FK Pšovka Mělník - Sokol Klecany - FC Velim - Sokol Luštěnice - Sokol Jedomělice - SK Union Čelákovice - SK Kosmonosy - TJ Klíčany - Sokol Záryby - TJ Polepy - SK Sokoleč - FK Bohemia Poděbrady - TJ Jawa Divišov - Viktoria Vestec - FK Říčany - Union Cerhovice - SK Nový Knín | - TJ Viktoria Radim - SK Doksy - FC Jílové - AFK Kácov - TJ SK Hřebeč - Sokol Braškov - SK Baník Libušín - TJ Unhošť - FK Slavoj Stará Boleslav - TJ Pátek - TJ Liblice - Sokol Jankov - TJ Sokol Sedlec-Prčice - FK Komárov - FK Dobříč - SK Tochovice - AFK Loděnice - Sokol Klobuky - FC Freyburg Trubín - TJ Kly - FK Loučeň - TJ Star Tupadly - TJ Sokol Vyšehořovice - FK Kosoř - Sokol Neveklov | - Sokol Dolní Beřkovice - AFK Libčice nad Vltavou - FK Kněževes |

- Sokol Dolní Beřkovice nasazen jako vítěz Okresního poháru v okrese Mělník.
- AFK Libčice nad Vltavou nasazen jako vítěz Okresního poháru v okrese Praha-západ.[2]
- FK Kněževes nasazen jako vítěz Okresního poháru v okrese Rakovník.[3]

## Zápasy

### Předkolo
Zdroje: 
| Domácí                  | Výsledek | Hosté                    |
| ----------------------- | -------- | ------------------------ |
| FK Kosoř                | 4:5 pen  | TJ Unhošť                |
| Sokol Dolní Beřkovice   | 1:9      | TJ Kly                   |
| FK Dobříč               | 7:0      | Sokol Braškov            |
| FC Freyburg Trubín      | 0:3      | AFK Loděnice             |
| AFK Libčice nad Vltavou | 3:0      | TJ SK Hřebeč             |
| Sokol Klobuky           | 4:2      | Sokol Vraný              |
| FK Kněževes             | 3:1      | FC 05 Zavidov            |
| TJ Star Tupadly         | 1:2 pen  | AFK Kácov                |
| TJ Sokol Vyšehořovice   | 2:0      | TJ Liblice               |
| Sokol Neveklov          | 1:2 pen  | Sokol Nespeky            |
| FK Loučeň               | 3:0      | FK Slavoj Stará Boleslav |

### 1. kolo
Zdroje: 
| Domácí                  | Výsledek | Hosté                           |
| ----------------------- | -------- | ------------------------------- |
| Sokol Jankov            | 0:4      | SK Posázavan Poříčí nad Sázavou |
| TJ Unhošť               | 3:0      | Všenorský SK                    |
| FC Jílové               | 9:3      | FK Mníšek pod Brdy              |
| FK Komárov              | 6:0      | SK Hostomice pod Brdy           |
| SK Tochovice            | 0:3      | SK Spartak Příbram              |
| TJ Kly                  | 2:1      | FK Pšovka Mělník                |
| FK Dobříč               | 3:2 pen  | TJ Klíčany                      |
| AFK Libčice nad Vltavou | 4:3 pen  | Sokol Klecany                   |
| SK Baník Libušín        | 3:2      | Sokol Jedomělice                |
| AFK Kácov               | 1:4      | TJ Jawa Divišov                 |
| FK Říčany               | 4:3 pen  | Viktoria Vestec                 |
| Sokol Nespeky           | 3:1      | FK Kunice                       |
| TJ Sokol Sedlec-Prčice  | 0:4      | SK Votice                       |
| FK Bohemia Poděbrady    | 4:3      | SK Union Čelákovice             |
| TJ Viktoria Radim       | 2:3      | FC Velim                        |
| FK Loučeň               | 4:0      | FC Horky nad Jizerou            |
| TJ Pátek                | 5:2      | Sokol Luštěnice                 |
| SK Černolice            | 0:6      | FK Zbuzany 1953                 |
| SK Nový Knín            | 1:3      | TJ Jíloviště                    |
| Union Cerhovice         | 4:5 pen  | SK Lhota                        |
| TJ Kovohutě Podlesí     | 0:4      | Český lev-Union Beroun          |
| SK Doksy                | 4:3      | SK Slaný                        |
| AFK Loděnice            | 2:4      | AFK Tuchlovice                  |
| Sokol Klobuky           | 4:3 pen  | Sokol Nové Strašecí             |
| FK Kněževes             | 2:4      | SK Rakovník                     |
| TJ Sokol Vyšehořovice   | 3:2      | SK Poříčany                     |
| FK Kavalier Sázava      | 3:6      | FK Čechie Vykáň                 |
| SK Slavia Jesenice      | 3:4      | SK Hvozdnice                    |
| TJ Záryby               | 5:4 pen  | FK Brandýs nad Labem            |
| TJ Polepy               | 5:2      | AFK Sokol Semice                |
| SK Sokoleč              | 1:2 pen  | SK Rejšice                      |
| SK Kosmonosy            | 2:0      | Mnichovohradišťský SK           |

### 2. kolo
Zdroje: 
| Domácí                  | Výsledek | Hosté                           |
| ----------------------- | -------- | ------------------------------- |
| TJ Unhošť               | 1:0      | FK Zbuzany 1953                 |
| FC Jílové               | 2:1 pen  | TJ Jíloviště                    |
| FK Komárov              | 5:0      | SK Lhota                        |
| SK Spartak Příbram      | 5:2      | Český lev-Union Beroun          |
| TJ Kly                  | 2:4      | SK Doksy                        |
| FK Dobříč               | 3:2      | AFK Tuchlovice                  |
| AFK Libčice nad Vltavou | 10:2     | Sokol Klobuky                   |
| SK Baník Libušín        | 3:4 pen  | SK Rakovník                     |
| TJ Sokol Vyšehořovice   | 4:2      | TJ Jawa Divišov                 |
| FK Říčany               | 1:3      | FK Čechie Vykáň                 |
| Sokol Nespeky           | 1:0 pen  | SK Hvozdnice                    |
| SK Votice               | 2:1 pen  | SK Posázavan Poříčí nad Sázavou |
| TJ Záryby               | 4:3      | FK Bohemia Poděbrady            |
| TJ Polepy               | 3:2      | FC Velim                        |
| FK Loučeň               | 0:2      | SK Rejšice                      |
| TJ Pátek                | 1:4      | SK Kosmonosy                    |

### Pavouk
Zdroje: 

|  | Osmifinále              | Osmifinále      |                         |       | Čtvrtfinále | Čtvrtfinále |  |  | Semifinále | Semifinále |  |  | Finále | Finále |
|  |                         |                 |                         |       |             |             |  |  |            |            |  |  |        |        |
|  |                         |                 |                         |       |             |             |  |  |            |            |  |  |        |        |
|  |                         |                 |                         |       |             |             |  |  |            |            |  |  |        |        |
|  | AFK Libčice nad Vltavou | 4 (p)           |                         |       |             |             |  |  |            |            |  |  |        |        |
|  | AFK Libčice nad Vltavou | 4 (p)           |                         |       |             |             |  |  |            |            |  |  |        |        |
|  | SK Rakovník             | 3               |                         |       |             |             |  |  |            |            |  |  |        |        |
|  | SK Rakovník             | 3               | AFK Libčice nad Vltavou | 4     |             |             |  |  |            |            |  |  |        |        |
|  |                         |                 | AFK Libčice nad Vltavou | 4     |             |             |  |  |            |            |  |  |        |        |
|  |                         | FK Dobříč       | 1                       |       |             |             |  |  |            |            |  |  |        |        |
|  | SK Doksy                | FK Dobříč       | 1                       | 2     |             |             |  |  |            |            |  |  |        |        |
|  | SK Doksy                |                 |                         | 2     |             |             |  |  |            |            |  |  |        |        |
|  | FK Dobříč               | 3               |                         |       |             |             |  |  |            |            |  |  |        |        |
|  | FK Dobříč               | 3               | AFK Libčice nad Vltavou | 1     |             |             |  |  |            |            |  |  |        |        |
|  |                         |                 | AFK Libčice nad Vltavou | 1     |             |             |  |  |            |            |  |  |        |        |
|  |                         | FK Komárov      | 2 (p)                   |       |             |             |  |  |            |            |  |  |        |        |
|  | TJ Unhošť               | FK Komárov      | 2 (p)                   | 1     |             |             |  |  |            |            |  |  |        |        |
|  | TJ Unhošť               |                 |                         | 1     |             |             |  |  |            |            |  |  |        |        |
|  | FC Jílové               | 2               |                         |       |             |             |  |  |            |            |  |  |        |        |
|  | FC Jílové               | 2               | FC Jílové               | 1     |             |             |  |  |            |            |  |  |        |        |
|  |                         |                 | FC Jílové               | 1     |             |             |  |  |            |            |  |  |        |        |
|  |                         | FK Komárov      | 6                       |       |             |             |  |  |            |            |  |  |        |        |
|  | FK Komárov              | FK Komárov      | 6                       | 2 (p) |             |             |  |  |            |            |  |  |        |        |
|  | FK Komárov              |                 |                         | 2 (p) |             |             |  |  |            |            |  |  |        |        |
|  | SK Spartak Příbram      | 1               |                         |       |             |             |  |  |            |            |  |  |        |        |
|  | SK Spartak Příbram      | 1               | FK Komárov              | 3 (p) |             |             |  |  |            |            |  |  |        |        |
|  |                         |                 | FK Komárov              | 3 (p) |             |             |  |  |            |            |  |  |        |        |
|  |                         | TJ Záryby       | 2                       |       |             |             |  |  |            |            |  |  |        |        |
|  | Sokol Nespeky           | TJ Záryby       | 2                       | 2     |             |             |  |  |            |            |  |  |        |        |
|  | Sokol Nespeky           |                 |                         | 2     |             |             |  |  |            |            |  |  |        |        |
|  | SK Votice               | 0               |                         |       |             |             |  |  |            |            |  |  |        |        |
|  | SK Votice               | 0               | Sokol Nespeky           | 2     |             |             |  |  |            |            |  |  |        |        |
|  |                         |                 | Sokol Nespeky           | 2     |             |             |  |  |            |            |  |  |        |        |
|  |                         | FK Čechie Vykáň | 1                       |       |             |             |  |  |            |            |  |  |        |        |
|  | TJ Sokol Vyšehořovice   | FK Čechie Vykáň | 1                       | 0     |             |             |  |  |            |            |  |  |        |        |
|  | TJ Sokol Vyšehořovice   |                 |                         | 0     |             |             |  |  |            |            |  |  |        |        |
|  | FK Čechie Vykáň         | 1               |                         |       |             |             |  |  |            |            |  |  |        |        |
|  | FK Čechie Vykáň         | 1               | Sokol Nespeky           | 1     |             |             |  |  |            |            |  |  |        |        |
|  |                         |                 | Sokol Nespeky           | 1     |             |             |  |  |            |            |  |  |        |        |
|  |                         | TJ Záryby       | 3                       |       |             |             |  |  |            |            |  |  |        |        |
|  | TJ Záryby               | TJ Záryby       | 3                       | 3 (p) |             |             |  |  |            |            |  |  |        |        |
|  | TJ Záryby               |                 |                         | 3 (p) |             |             |  |  |            |            |  |  |        |        |
|  | TJ Polepy               | 2               |                         |       |             |             |  |  |            |            |  |  |        |        |
|  | TJ Polepy               | 2               | TJ Záryby               | 3 (p) |             |             |  |  |            |            |  |  |        |        |
|  |                         |                 | TJ Záryby               | 3 (p) |             |             |  |  |            |            |  |  |        |        |
|  |                         | SK Kosmonosy    | 2                       |       |             |             |  |  |            |            |  |  |        |        |
|  | SK Rejšice              | SK Kosmonosy    | 2                       | 0     |             |             |  |  |            |            |  |  |        |        |
|  | SK Rejšice              |                 |                         | 0     |             |             |  |  |            |            |  |  |        |        |
|  | SK Kosmonosy            | 2               |                         |       |             |             |  |  |            |            |  |  |        |        |
|  | SK Kosmonosy            | 2               |                         |       |             |             |  |  |            |            |  |  |        |        |

### Finále
| 24. května 2016 | TJ Záryby | 2 : 0 (2:0) | FK Komárov | stadion, Záryby |  |  |
|                 |           | Report      |            |                 |  |  |
|                 |           |             |            |                 |  |  |

| 31. května 2017 | FK Komárov | 3 : 0 (1:0) (4 : 3 pen) | TJ Záryby | stadion, Komárov |  |  |
| 18:00           |            | Report                  |           |                  |  |  |
|                 |            |                         |           |                  |  |  |